# Hermann Fillitz
Hermann Fillitz (Bécs, 1924. április 20. – Bécs, 2022. június 14.) osztrák művészettörténész.

## Pályafutása
1958-tól 1964-ig a Bécsi Szépművészeti Múzeumban található Kunstkammer vezetője, 1965–1967 között Rómában az Osztrák Kulturális Intézet vezetője. 1967–1974 között a Bázeli Egyetemen, majd 1974–1994 között Otto Pächt utódjaként a Bécsi Egyetemen tanított művészettörténetet. 1982-től 1990-ig a Szépművészeti Múzeum képgalériájának vezetője; vezetése alatt felújítási és modernizálási munkálatok kezdődtek.
Fillitz több műgyűjtő, köztük az Abegg házaspár (az Abegg-gyűjtemény tulajdonosa), valamint Peter és Irene Ludwig tanácsadójaként a Ludwig Múzeum létrejöttében is nagy szerepet játszott.
Fillitz az Osztrák Tudományos Akadémia filozófiai-történelmi osztályának rendes tagja és a krakkói Lengyel Tudományos Akadémia külföldi tagja. 2003-ban Osztrák Tudományos és Művészeti Díjjal tüntették ki.

## Művei (válogatás)
- Form- und stilgeschichtliche Untersuchung der deutschen Kaiserkrone, disszertáció, Bécs, 1947
- Die Spätphase des langobardischen Stiles, habilitációs disszertáció, Bécs, 1959
- Kunst aus Österreich – Romanische Zeit, Art Treasures in Austria – The Romanesque Period, L'Art en Autriche – l'Epoque Romane, Actien-Gesellschaft der Vöslauer Kammgarn-Fabrik, Bad Vöslau, 1961
- Kunst aus Österreich – um 1400, Art Treasures in Austria – around 1400, L'Art en Autriche – vers 1499, Actien-Gesellschaft der Vöslauer Kammgarn-Fabrik, Bad Vöslau, 1962
- Kunst aus Österreich – Renaissance, Art Treasures in Austria – The Renaissance, L'Art en Autriche – la Renaissance, Actien-Gesellschaft der Vöslauer Kammgarn-Fabrik, Bad Vöslau, 1963
- Kunst aus Österreich – die Landschaft, Art Treasures in Austria – The Landscape, L'Art en Autriche – le Paysage, Actien-Gesellschaft der Vöslauer Kammgarn-Fabrik, Bad Vöslau, 1964
- Kunst aus Österreich – Barock, Art Treasures in Austria – The Baroque, L'Art en Autriche – le Baroque, Actien-Gesellschaft der Vöslauer Kammgarn-Fabrik, Bad Vöslau, 1965
- Katalog der Weltlichen und Geistlichen Schatzkammer, Führer durch das KHM, Bécs, 1954, 1971, angolul és franciául is
- Die österreichische Kaiserkrone und die Insignien des Kaisertums Österreich, Bécs, 1959, 1973
- Die weltliche Schatzkammer in Wien. Wandel und Gestalt einer fürstlichen Kunstsammlung, Ein Brevier, Braunschweig, 1959
- Die Wiener Schatzkammer, Bécs, 1964
- E. Neumann-nal és E. Schuselkával: Sammlung für Plastik und Kunstgewerbe des Kunsthistorischen Museums I. Teil, katalógus, Bécs, 1964
- E. Neumann-nal, E. Schuselkával és E. Mahllal: Sammlung für Plastik und Kunstgewerbe des Kunsthistorischen Museums II. Teil, katalógus, Wien, 1966
- Zwei Elfenbeinplatten aus Süditalien, Monographien der Abegg-Stiftung Bern, Bern, 1967
- Das Mittelalter, Berlin, 1969
- Schatzkammer des deutschen Ordens, katalógus, Bécs, 1971
- Karl Schwarzenberggel, Erich Bachmann-nal és Jiri Masinnal: Romanik in Böhmen. Geschichte, Architektur, Malerei, Plastik und Kunstgewerbe, Prestel Verlag München 1977.
- Percy Ernst Schramm-mal és Florentine Mütherichhel: Denkmale der deutschen Könige und Kaiser. Band 2: Ein Beitrag zur Herrschergeschichte von Rudolf I. bis Maximilian I. 1273–1519. München, 1979
- Die Schatzkammer in Wien. Symbole abendländischen Kaisertums, Salzburg, 1986
- Martina Pippallal: Schatzkunst: Die Goldschmiede- und Elfenbeinarbeiten aus österreichischen Schatzkammern des Hochmittelalters, Salzburg, 1987
- Martina Pippallal: Der Schatz des Ordens vom Goldenen Vlies, Salzburg, 1988
- Die Gruppe der Magdeburger Elfenbeintafeln. Eine Stiftung Kaiser Ottos des Großen für den Magdeburger Dom, Mainz, 2001

## Fordítás
- Ez a szócikk részben vagy egészben  a   Hermann Fillitz című német Wikipédia-szócikk ezen változatának fordításán alapul.  Az eredeti cikk szerkesztőit annak laptörténete sorolja fel. Ez a jelzés csupán a megfogalmazás eredetét és a szerzői jogokat jelzi, nem szolgál a cikkben szereplő információk forrásmegjelöléseként.